# ياسر رزق
ياسر فتحي رزق سليمان (17 نوفمبر 1965 - 26 يناير 2022) كاتب وصحفي مصري من مواليد محافظة الإسماعيلية، شغل سابقًا منصب رئيس مجلس إدارة مؤسسة أخبار اليوم ورئيس تحرير جريدة المصري اليوم وجريدة الأخبار.

## سيرة
ولد سنة 1965 بمحافظة الإسماعيلية شرق مصر، التحق بكلية الإعلام بجامعة القاهرة وتخرج منها متحصلا على درجة البكالوريوس في الإعلام عام 1986. وخلال دراسته كان يعمل في دار أخبار اليوم.

## المسيرة الإعلامية
في بداية مسيرته، عمل ياسر رزق محررًا عسكريًّا في جريدة «الأخبار» ثم تولى عام 1995 رئاسة القسم العسكري بها ثم تدرج ليصبح مندوب الجريدة برئاسة الجمهورية عام 1999.
بزغ نجم ياسر رزق حين تولى عام 2005 رئاسة تحرير مجلة الإذاعة والتلفزيون الحكومية الصادرة عن مؤسسة الإذاعة والتلفزيون المصري «ماسبيرو». وفي 18 يناير 2011، أصبح رزق رئيس تحرير جريدة الأخبار واستمر في العمل بها بعد ثورة 25 يناير، حتى تمت الإطاحة به من رئاسة تحريرها، على يد المجلس الأعلى للصحافة وفق ما تقوله وسائل إعلام مصرية ثم أصبح في 22 أغسطس 2012 رئيس تحرير صحيفة المصري اليوم والتي ظل بها سنة و3 أشهر، قدم خلالها أول حوار صحفي مع الفريق أول عبد الفتاح السيسي بعد انقلاب 3 يوليو 2013. وبعد الإطاحة بحكم جماعة الإخوان المسلمين وعزل الرئيس محمد مرسي، عاد ياسر رزق عام 2014 رئيسًا لتحرير جريدة الأخبار وتولى في نفس الوقت منصب رئيس مجلس إدارة دار أخبار اليوم.
عرف ياسر رزق بكثرة كتاباته الصحفية وقلة ظهوره على شاشات التلفزيون. تحصل خلال مسيرته على نوط الواجب العكسري من الدرجة الأولى، وميدالية الخدمة الطويلة والقدوة الحسنة.

### صراعه مع جماعة الإخوان المسلمين
عُرف عن ياسر رزق عداوته وكرهه الشديد لجماعة الإخوان المسلمين التي تولت حكم مصر بين عامي 2012 و2013. كما وجّه العديد من الانتقادات لسياسات محمد مرسي خلال فترة رئاسته مصر. قال رزق في تصريحات صحفية في ديسمبر 2012 «إن مقعد رئيس الجمهورية ما زال شاغرًا حتى الآن»، حيث أشار إلى أن الرئيس محمد مرسي آنذاك «لا يمارس مهامه في الحفاظ على شعبه». كما دعى ياسر إلى التظاهر ضد الرئيس مرسي في 30 يونيو 2013 حيث صرح قبل يومين من انقلاب 3 يوليو أن «الرئيس محمد مرسي سيرحل وهذا أمر حتمي».
في إحدى التسجيلات المسرّبة وصف رزق كل من جماعة الإخوان المسلمين والقيادي السابق بالجماعة عبد المنعم أبو الفتوح بـ«الشواذ».
قبل خطاب السيسي يوم 3 يوليو 2013 بساعات، خرج ياسر رزق بتصريحات صحفية أعلن فيها نهاية حكم «الإخوان» كما دعى لاعتقال الرئيس مرسي قائلًا: «الرابعة والنصف من مساء الغد (3 يوليو) هي حسم الأمور فيما يتعلق برحيل مرسي بإرادة شعبية والدخول إلى مرحلة جديدة يجب فيها التخلص من أخطاء الماضي». وقال رزق أن «الجيش حال دون تحقيق مخطط مرسي باعتقال الإعلاميين والسياسيين»، وقال: «أطالب القوات المسلحة تنحية مرسي جبريًّا ووضعه تحت الإقامة الجبرية».
دعى في مقالة له بعنوان «اجتثاث الإخوان..!» عام 2020، طرد جميع أنصار وحتى المتعاطفين مع جماعة الإخوان المسلمين من وظائفهم. وهو الأمر الذي أقره البرلمان المصري فعليا في يوليو 2021 تحت مسمى «قانون فصل الموظفين المنتمين لجماعة الإخوان المسلمين» المصنف «إرهابية» في مصر.

### علاقته بنظام عبد الفتاح السيسي
يُعتبر ياسر رزق من أبرز الصحفيين المقربين من عبد الفتاح السيسي خاصة عندما كان وزيرا للدفاع، فقد انفرد ياسر بأول لقاء صحفي مع السيسي في أكتوبر 2013.
كشف رزق في إحدى اللقاءات الصحفية، عن رفض المشير عبد الفتاح السيسي آنذاك فكرة الترشح للرئاسة، كما كشف قائلا: «اللواء عباس كامل اتفق معي على ضرورة تأجيل إصدار البيان حول قرار السيسي عدم رغبته بالترشح بالرئاسة». حيث دعم ياسر ترشح السيسي للانتخابات الرئاسية عام 2014.
قال رزق في إحدى التصريحات أن اسم عبد الفتاح السيسي سيدخل التاريخ، بسبب أحداث يوم 3 يوليو 2013 «مثله مثل سعد زغلول ومصطفى كامل وأحمد عرابي حيث حقق نجاحات لم يقدر أحد تحقيقها في الدولة» وفق قوله.

## مؤلفاته
- كتاب سنوات الخماسين (بين يناير الغضب ويونيو الخلاص).[29]

## الحياة العائلية
متزوج من الكاتبة والصحفية أماني ضرغام ولديه 4 أولاد وهم باسل، عمر، أحمد ومايان.

## وفاته
توفي يوم الأربعاء 26 يناير 2022 إثر أزمة قلبية مفاجئة عن عمر ناهز 57 عامًا. نعاه كل من مجلس الوزراء والقيادة العامة للقوات المسلحة المصرية والعديد من المحافظين والوزراء والشخصيات العامة بالإضافة إلى المشاهير والإعلاميين.